# Sturmwind I
Sturmwind I („Wicher I”) – niemiecka operacja przeciwpartyzancka przeprowadzona w dniach 11–15 czerwca 1944 roku w Lasach Lipskich i Lasach Janowskich (bitwa w Lasach Janowskich).

## Geneza
Obszar Lasów Lipskich i Janowskich oraz Puszczy Solskiej, rozciągający się w pasie prawie 100 km od Wisły do Tomaszowa Lubelskiego, był w dużej części opanowany przez spore siły polskiej partyzantki niepodległościowej i komunistycznej. Ponadto przez Bug przeprawiały się, kierowane przez Centralny Sztab Ruchu Partyzanckiego w Moskwie, dobrze wyposażone i uzbrojone oddziały partyzantki radzieckiej. Dla Niemców obszar ten w połowie 1944 r. stanowił zaplecze frontu o ważnym znaczeniu strategicznym. Przebiegały tędy rokadowe linie kolejowe i ważne drogi, tu znajdowały się węzły kolejowe i drogowe, magazyny z zaopatrzeniem dla wojska. Tymczasem od wiosny 1944 r. nasiliły się akcje dywersyjne i sabotażowe oraz starcia zbrojne. Partyzanci atakowali linie kolejowe, stacje, mosty i przepusty, posterunki policji. W przesyłanych do Berlina meldunkach niemieckie władze okupacyjne nie kryły obrazu pogarszającej się sytuacji, pisząc wręcz, że nie są w stanie sprawować władzy w dystrykcie. W maju dowództwo niemieckie wprowadziło do akcji samoloty i bombowce, które niszczyły gajówki, gospodarstwa, a także oddziały partyzanckie znajdujące się w Puszczy Solskiej.
W wyniku masowych napadów przez Niemców na ludność cywilną, dowództwo Armii Krajowej i Batalionów Chłopskich Obwodu Biłgorajskiego przystąpiło do niesienia pomocy zagrożonym wsiom. Chcąc odeprzeć ataki nieprzyjaciela partyzanci zawarli porozumienie z oddziałami sowieckimi znajdującymi się w puszczy. Rozgorzała krwawa wojna. Ataki Niemców zmusiły do rozdwojenia się zgrupowania partyzanckiego. 28 maja na tzw. Zatanwie przybył Korpus Kawalerii Kałmuckiej w służbie niemieckiej pod dowództwem dr. Dolla w sile ok. 4 tys. ludzi. Mimo obrony partyzantów, Kałmucy zajęli wsie: Borowiec, Olchowiec, Dorbozy, Łukowa, Chmielek, Podsośnina, Przymiarki, Rakówka, Obsza, Wola Obszańska, Zamch, Babice, Różaniec, Ruda Różaniecka, Lubliniec, Żuków i wiele innych. Chcieli także zająć wieś Osuchy i sforsować rzekę Tanew, ale odparły ich oddziały partyzanckie AK „Topoli”, BCh „Burzy” i plutony „Brychalskiego” i „Żuczka” z oddziału BCh „Rysia” oraz oddziały radzieckie Szangina i Kowalewa. Nieudany atak kawalerii kałmuckiej dał początek ciężkim walkom na linii Tanwi. Zadanie rozwiązania problemu na tym obszarze Sztab Generalny Wehrmachtu powierzył dowództwu Okręgu Wojskowego Generalnego Gubernatorstwa w porozumieniu z Grupą Armii „Północna Ukraina”. Niemcom udało się zgromadzić poważne siły. Dzięki rozpoznaniu lotniczemu, naziemnemu i agenturalnemu, generalnie prawidłowo ocenili siły partyzantów i trafnie rozpoznali rejony ich koncentracji.

## Siły stron
Na czele całości sił niemieckich stał dowódca Okręgu Wojskowego Generalnego Gubernatorstwa gen. Siegfried Haenicke. W ich skład wchodziły:
- 154 DP Rezerwowa gen. Friedricha Altrichtera,
- 174 DP Rezerwowa gen. Friedricha Eberhardta,
- część 213 Dywizji Ochronnej gen. Alexandra Goeschena,
- Korpus Kawalerii Kałmuckiej dr. Dolla,
- 4 pułk szkoleniowy Grupy Armii „Północna Ukraina”,
- 115 pułk strzelców krajowych,
- 318 pułk ochrony,
- 4 pułk policji oraz jednostki żandarmerii i zabezpieczenia,
- grupa lotnicza.

Łącznie liczyły one ok. 25-30 tys. żołnierzy wspartych artylerią, pojazdami pancernymi i samolotami 4 Floty Powietrznej.
Na siły partyzanckie, liczące ok. 3-3,5 tys. ludzi, składały się:
- część 1 Brygady AL im. Ziemi Lubelskiej kpt. Ignacego Borkowskiego ps. „Wicek” (oddziały Aleksandra Szymańskiego ps. „Bogdan”, 5 kompania Edwarda Gronczewskiego ps. „Przepiórka”, Jana Fijoła ps. „Ryś”, część oddziału Straży Chłopskiej Franciszka Bielaka ps. „Dobry”),
- Brygada AL im. Wandy Wasilewskiej kpt. Stanisława Szelesta,
- oddział łącznikowy AL por. A. Pajdo,
- przybyły zza Bugu oddział łącznikowy AL Leona Kasmana ps. „Janowski”,
- grupa członków PPR z działaczem KC PPR - H. Chechłowskim, sekretarzem Obwodu Lubelskiego Kazimierzem Wyrwysem i członkiem komitetu Okręgu V Janów Lubelski Edwardem Szymańskim,
- oddział NOW-AK „Ojca Jana”, którym pod nieobecność dowódcy Franciszka Przysiężniaka podczas walk dowodził por. Bolesław Usow ps. „Konar”,
- oddział polsko-sowiecki im. Stalina - dowódca M. Kunicki ps. „Mucha”
- oddziały sowieckich partyzantów ppłk. NKWD Nikołaja Prokopiuka, mjr. Karasiowa, mjr. W. Czepigi, M. Niedielina, kpt. P. Wasilienki, lejtnanta J. Jakowlewa, lejtnanta Sankowa, F. Galickiego, Filuja,

Dowódcy oddziałów partyzanckich postanowili działać wspólnie, rozpoznać zamiar Niemców i nie angażować w walkę większych sił.

## Przebieg walk
Około 3 czerwca 1944 r. oddziały niemieckie rozpoczęły działania okrążające Lasy Lipskie i Janowskie, które zakończyły 8–9 czerwca. Plan operacji przewidywał do 9 czerwca zamknięcie okrążenia, 11 czerwca rozpoczęcie natarcia i koncentryczne zacieśnianie pierścienia okrążenia,13 czerwca likwidację oddziałów partyzanckich. Partyzanci 9–10 czerwca zaminowali niektóre odcinki dróg i prowadzili rozpoznanie. 
11 czerwca rano zaatakowały pozycje partyzanckie przy wsparciu artylerii i czołgów, zaciskając pierścień okrążenia. Pod wsią Graby doszło do starcia z kałmucką kawalerią, gdzie poległ dowódca oddziału BCh por. J. Kaczmarczyk ps. „Lipa” wraz z 12 partyzantami, natomiast w rejonie Szwedów rozbito jeden z ekspedycyjnych pododdziałów. Doszło do potyczek na zachodnim odcinku por. E. Gronczewskiego. Jednak w obliczu potężnej przewagi nieprzyjaciela partyzanci w nocy z 11 na 12 czerwca stopniowo opuścili Lasy Lipskie, rozbijając jeszcze pod Szklarnią kolejne zgrupowanie Niemców. Groźna sytuacja i przybierające na sile działania wojsk niemieckich postawiły przed dowódcami oddziałów partyzanckich konieczność niezwłocznego podjęcia decyzji. 12 czerwca we wsi Szwedy (według innej wersji 7 czerwca w bazie ppłk. N. Prokopiuka) odbyła się narada, na której postanowiono ześrodkować wszystkie siły oraz wyłoniono wspólne dowództwo całości zgrupowania i postanowiono przyjąć walkę. Na jego czele stanął sowiecki ppłk N. Prokopiuk, zaś mjr Karasiow został jego zastępcą. Podjęto decyzję o przyjęciu bitwy z Niemcami, a następnie nocnym przebiciu się całością sił w inne rejony. Dzięki udanej zasadzce na sztab niemiecki udało się zdobyć tajne rozkazy niemieckie, dzięki czemu strona partyzancka mogła się odpowiednio przygotować do walki. Wieczorem 13 czerwca wojska niemieckie ostatecznie zamknęły pierścień okrążenia wokół polsko-sowieckiego zgrupowania. 14 czerwca rano na Porytowym Wzgórzu pomiędzy miejscowościami Momoty i Flisy, leżącymi nad Branwią, rozpoczęła się całodzienna, zacięta walka na odcinku 7–8 km. Linię obrony od południa osłaniały duże stawy, od północy – bagno, a od zachodu – szczyt wzgórza. Niemcy za wszelką cenę dążyli do rozerwania pierścienia obrony, nie licząc się z własnymi stratami w ludziach i sprzęcie. Główny ich wysiłek skierowany był na oddziały broniące się nad Branwią, ale ostre starcia, w tym wręcz, miały miejsce także na innych odcinkach. Po przygotowaniu artyleryjskim oraz silnym ostrzale z moździerzy i broni maszynowej udało im wedrzeć się dwoma klinami w pozycje bronione przez partyzantów. Wszystkie ataki wroga mimo dużych strat własnych zostały jednak odparte. Mając dużą przewagę w ludziach i uzbrojeniu, Niemcy przerwali w końcu pozycje obronne i zajęli dogodne stanowiska w rejonie gajówki. Ostrzeliwali stamtąd pozycje partyzanckie, przez co ci ponosili ogromne straty w ludziach. Zdając sobie sprawę z niebezpieczeństwa, ppłk N. Prokopiuk za wszelką cenę dążył do odzyskania utraconych pozycji. W wyniku kontrataku 5 i 9 kompanii 1 Brygady AL i odwodowej kompanii por. Ławrowa odzyskano utracone pozycje. W czasie jednego z kontrataków partyzanci zdobyli 2 działa z amunicją. Po południu Niemcy nasilili atak. Dzięki mądremu manewrowi mjr Karasiowa, który utworzył drugą linię obrony, partyzanci odpierali ataki wroga. Ciężkie walki trwały do godziny 22, kiedy to hitlerowcy przerwali ataki. Ogółem straty partyzanckie wyniosły ok. 250 ludzi, w tym ok. 125 zabitych i zaginionych. Niemcy ponieśli większe straty; Wehrmacht stracił 495 zabitych i rannych, nie są znane straty policji, żandarmerii i Kałmuków.
W tej sytuacji podjęto w nocy z 14 na 15 czerwca próbę wydostania się z okrążenia. Zgrupowanie partyzanckie wraz z rannymi i taborem przerwało okrążenie. 15 rano Niemcy zaatakowali opuszczone pozycje. Główny trzon zgrupowania, po ciężkich walkach nad Tanwią oraz w rejonie wsi Ciosmy i Szeligi (oddziały partyzanckie rozbiły całkowicie niemiecki szwadron kawalerii) i Zwierzyńca, pomimo znacznych strat, osiągnął swój cel, docierając forsownym 40-kilometrowym marszem do Puszczy Solskiej 16 czerwca i rozlokowały się nad rzeką Sopot.
Dowództwo partyzanckiego zgrupowania uważało, że Niemcy zakończyli akcję. Jednak w kilka dni później nie było już wątpliwości, że nieprzyjaciel przygotowuje podobną operację w Puszczy Solskiej o nazwie Sturmwind II.
Po wojnie utworzono cmentarz partyzancki na Porytowym Wzgórzu, odsłonięto także pomnik przedstawiający 5 biegnących partyzantów, pomiędzy którymi wybucha granat. Obok znajduje się krzyż i głaz ku pamięci poległych żołnierzy AK i BCh.
Walki w Lasach Janowskich i Puszczy Solskiej zostały upamiętnione na jednej z tablic na Grobie Nieznanego Żołnierza w Warszawie napisem po 1990 roku „LASY JANOWSKIE I PUSZCZA SOLSKA 9 - 25 VI 1944”.